# Ivan Pyrski
Ivan Pyrski, poljski general, * 1906, † 1967.